# 聖胡安德利邁
聖胡安德利邁（西班牙語：San Juan de Limay）是尼加拉瓜的城鎮，位於該國北部，由埃斯特利省負責管轄，始建於1891年12月4日，面積530.9平方公里，海拔高度301米，2005年人口17,434，人口密度每平方公里0.03人。
13°10′N 86°37′W / 13.167°N 86.617°W